# Toini Rydén
Toini Kyllikki Rydén, född 11 januari 1934 i Finland, död 28 april 2003 i Kalmar, var en finländsk-svensk målare. 
Rydén studerade vid olika privata målarskolor i Stockholm. Hon debuterade i en utställning på Kalmar konstmuseum 1962 och har därefter medverkat i samlingsutställningar arrangerade av Katrineholms konstförening. 